# Sant'Antimo Chardonnay
Il Sant'Antimo Chardonnay è un vino DOC la cui produzione è consentita nella provincia di Siena.

## Caratteristiche organolettiche
- colore: giallo paglierino
- odore: delicato, gradevole, caratteristico
- sapore: asciutto, pieno, armonico

## Produzione
Provincia, stagione, volume in ettolitri
- nessun dato disponibile